# Colfax, Iowa
Colfax là một thành phố thuộc quận Jasper, tiểu bang Iowa, Hoa Kỳ. Năm 2010, dân số của thành phố này là 2093 người.

## Dân số
Dân số qua các năm:
- Năm 2000: 2223 người.
- Năm 2010: 2093 người.